# Kirsten McAslan
Kirsten McAslan (Reino Unido, 1 de septiembre de 1993) es una atleta británica especializada en la prueba de 4x400 m, en la que consiguió ser subcampeona europea en pista cubierta en 2015.

## Carrera deportiva
En el Campeonato Europeo de Atletismo en Pista Cubierta de 2015 ganó la medalla de plata en los relevos de 4x400 metros, con un tiempo de 3:31.79 segundos, tras Francia y por delante de Polonia (bronce).